# Itikkasaari
Itikkasaari är en ö i Finland. Den ligger i sjön Mehtiö och i kommunen Rautalampi i den ekonomiska regionen  Inre Savolax ekonomiska region  och landskapet Norra Savolax, i den centrala delen av landet, 270 km norr om huvudstaden Helsingfors. Öns area är 3,4 hektar och dess största längd är 310 meter i nord-sydlig riktning.